# Método Suzuki
O método Suzuki, de educação musical, foi desenvolvido por Shinichi Suzuki, no Japão, pouco depois da Segunda Guerra Mundial. O método utiliza a educação musical para enriquecer e melhorar a vida de seus estudantes. O método é direcionado a crianças e consiste basicamente em brincadeiras, para que a criança se divirta enquanto aprende.
O método Suzuki baseou sua proposta pedagógica na aquisição da língua materna pelas crianças considerando que haveria um paralelismo entre aprender a língua e aprender um instrumento musical. Assim, se as crianças geralmente aprendem a língua a partir da escuta de discursos verbais expressos pelas pessoas à sua volta, elas poderiam aprender música da mesma forma, contando com um entorno estimulante, baseando-se a aprendizagem neste processo de imitação e interação.
O princípio do método é, portanto, centrado na criação do mesmo ambiente para aprender música que a criança tem para aprender a sua língua materna. O objetivo é envolver o estudante com a música da mesma forma que ele se envolve com a linguagem quando está aprendendo a falar. O ambiente proposto inclui demonstrações e respostas (feedback)  com frequentes bons exemplos, elogios, palavras e expressões carinhosas e uma dosagem adequada de tempo de estudo, de acordo com o desenvolvimento do aluno.
Shinishi Suzuki viveu de 1898 a 1998, passou a vida provando que a capacidade não é inata e que o talento pode ser desenvolvido. Nasceu em Nagoya (Japão), dia 17 de outubro. 
Ficou conhecido pelo método de ensinar criança e adolescentes a desenvolver um talento excepcional.